# نوواته متزولا
نوواته متزولا (به ایتالیایی: Novate Mezzola) یک کومونه در ایتالیا است که در استان سوندریو واقع شده‌است. نوواته متزولا ۹۹٫۷ کیلومتر مربع مساحت و ۱٬۷۱۳ نفر جمعیت دارد.